# Хендерсон, Бриан
Бриан Хендерсон (англ. и фр. Brian Henderson, родился 22 ноября 1986 в Амьене, Франция) — французский хоккеист франкоканадского происхождения, игрок национальной сборной Франции.

## Биография
Хоккеем занялся во Франции в "Амьене". Хендерсон был капитаном юношеской и молодёжной команде клуба. В 2005 году хоккеист уехал в Канаду, где в течение двух сезонов выступал в Канадской хоккейной лиге за "Орлеан Блюз".
В 2007 году нападающий вернулся во Францию, где заключил контракт со взрослой командой "Амьена". С 2010 года Хендерсон выступает за другой французский клуб "Анжер".
С 2010 года хоккеист играет в сборной Франции. Брайан Хендерсон вместе с "трехцветными" участвовал на 5 Чемпионатах мира.
Его отец Дейв Хендерсон много лет являлся главным тренером сборной Франции по хоккею с шайбой.